# Walter Tewksbury
John Walter Beardsley Tewksbury (Ashley, 21 marzo 1876 – Tunkhannock, 24 aprile 1968) è stato un velocista e ostacolista statunitense, vincitore ai Giochi di Parigi nel 1900 di cinque medaglie olimpiche, di cui due d'oro.

## Biografia
Tewksbury studiò odontoiatria all'Università della Pennsylvania. In questo periodo, iniziò a pratica atletica leggera, riuscendo a vincere per due anni di fila il IC4A (competizione atletica intercollegiale) negli anni 1898 e 1899.
Dopo essersi laureato nel 1899, partecipò ai Giochi della II Olimpiade di Parigi del 1900. Le Olimpiadi furono particolarmente fortunate per Tewksbury perché vinse due medaglie d'oro, due d'argento e una di bronzo.
Dopo le Olimpiadi parigine, si ritirò dalle competizioni sportive per aprire uno studio dentistico a Tunkhannock.

## Palmarès
| Anno | Manifestazione  | Sede   | Evento      | Risultato | Prestazione | Note            |
| ---- | --------------- | ------ | ----------- | --------- | ----------- | --------------- |
| 1900 | Giochi olimpici | Parigi | 60 m piani  | Argento   | 7"1         |                 |
| 1900 | Giochi olimpici | Parigi | 100 m piani | Argento   | 11"1        |                 |
| 1900 | Giochi olimpici | Parigi | 200 m piani | Oro       | 22"2        | Record olimpico |
| 1900 | Giochi olimpici | Parigi | 200 m hs    | Bronzo    | 26"1        |                 |
| 1900 | Giochi olimpici | Parigi | 400 m hs    | Oro       | 57"6        | Record olimpico |